# Nosterella nadgee
Espèce
Synonymes
- Nostera nadgee Jocqué, 1995

Nosterella nadgee est une espèce d'araignées aranéomorphes de la famille des Zodariidae.

## Distribution
Cette espèce est endémique d'Australie. Elle se rencontre au Queensland et en Nouvelle-Galles du Sud y compris l'île Lord Howe.

## Description
Le mâle holotype mesure 5,62 mm et la femelle 7,24 mm.

## Étymologie
Son nom d'espèce lui a été donné en référence au lieu de sa découverte, la réserve naturelle de Nadgee.

## Publication originale
- Jocqué, 1995 : Notes on Australian Zodariidae (Araneae), II. Redescriptions and new records. Records of the Australian Museum, vol. 47, p. 141-160 (texte intégral).